# ارنستو گومز کروز
ارنستو گومز کروز (انگلیسی: Ernesto Gómez Cruz؛ زادهٔ ۷ نوامبر ۱۹۳۳) یک هنرپیشه اهل مکزیک است.
از فیلم‌ها یا برنامه‌های تلویزیونی که وی در آن نقش داشته است می‌توان به دوزخ، باندیداس، ال نورته، کوچه میداک و نامه‌هایی از ماروسیا اشاره کرد.